# Quality Hotel Strawberry Arena
Quality Hotel Strawberry Arena (tidigare Quality Hotel Friends) är ett hotell vid Strawberry Arena i Arenastaden inom stadsdelen Järva i Solna som invigdes 2013. Byggnaden ritades av Wingårdh arkitektkontor och är 81,5 meter hög och har 25 våningar. Karaktäristiskt för byggnaden är de runda fönstren, som ska associera till fotbollar.
Hotellet ingår i Strawberry-kedjan.

## Bilder

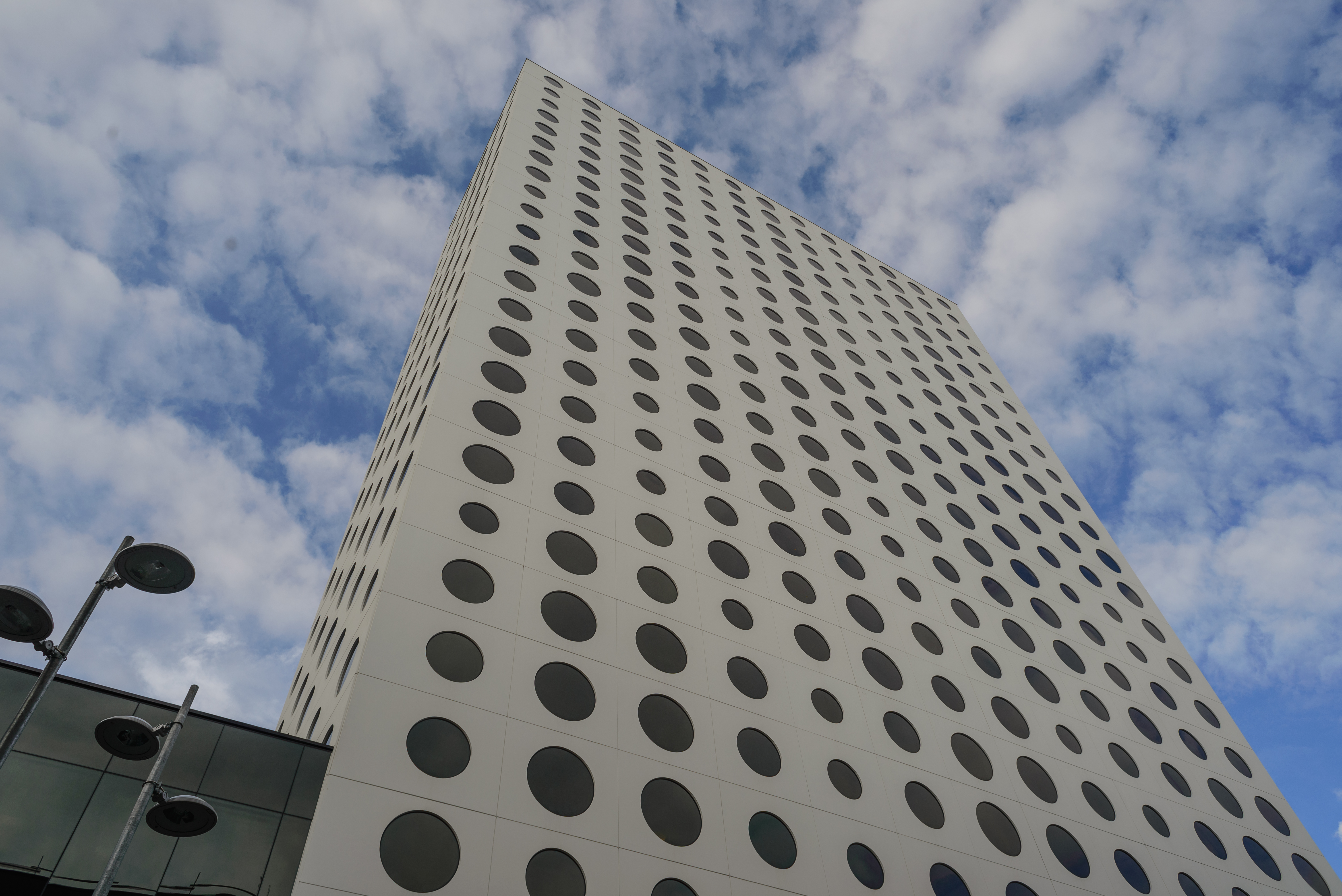
Vy från söder.
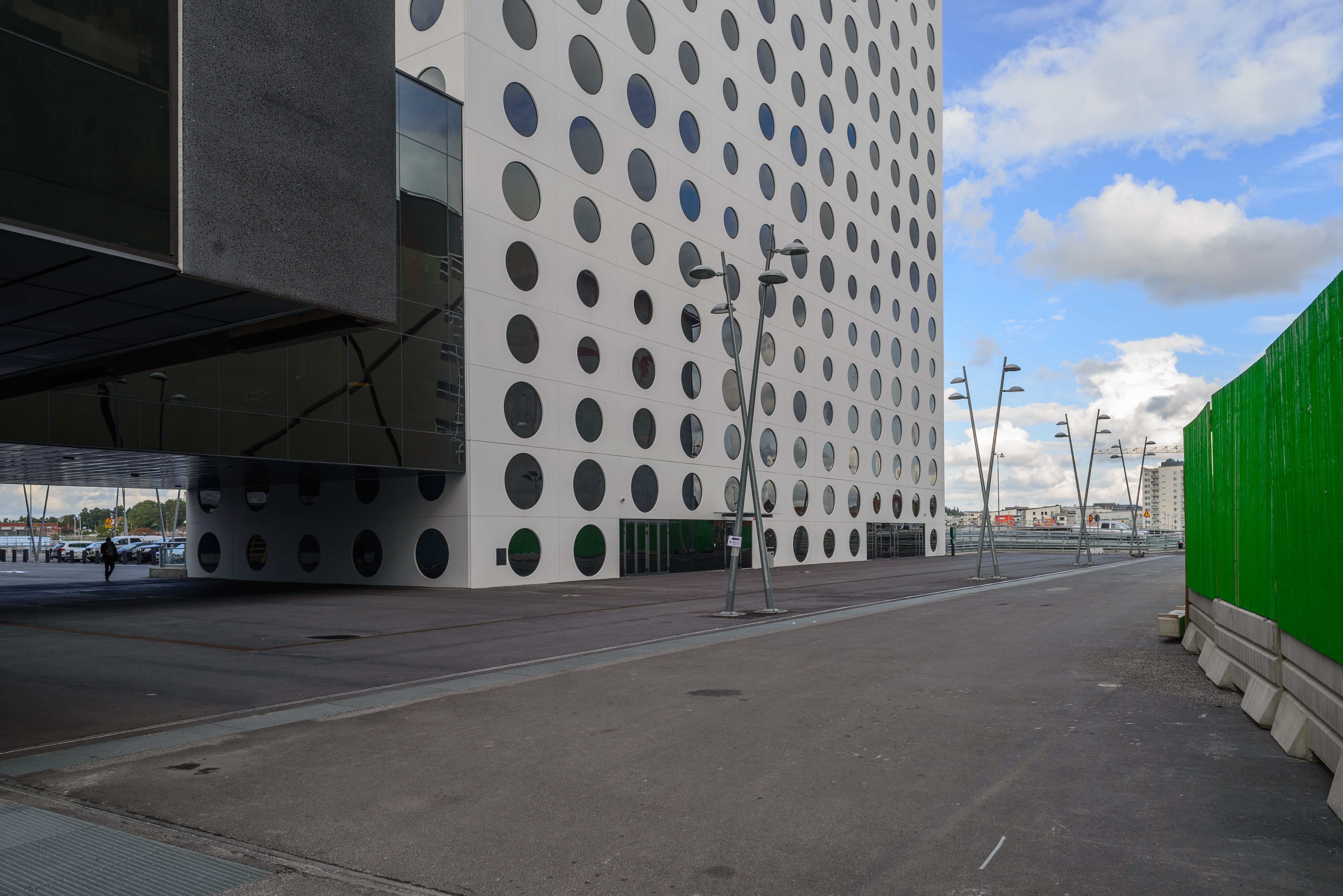
Vy från Friends arena.
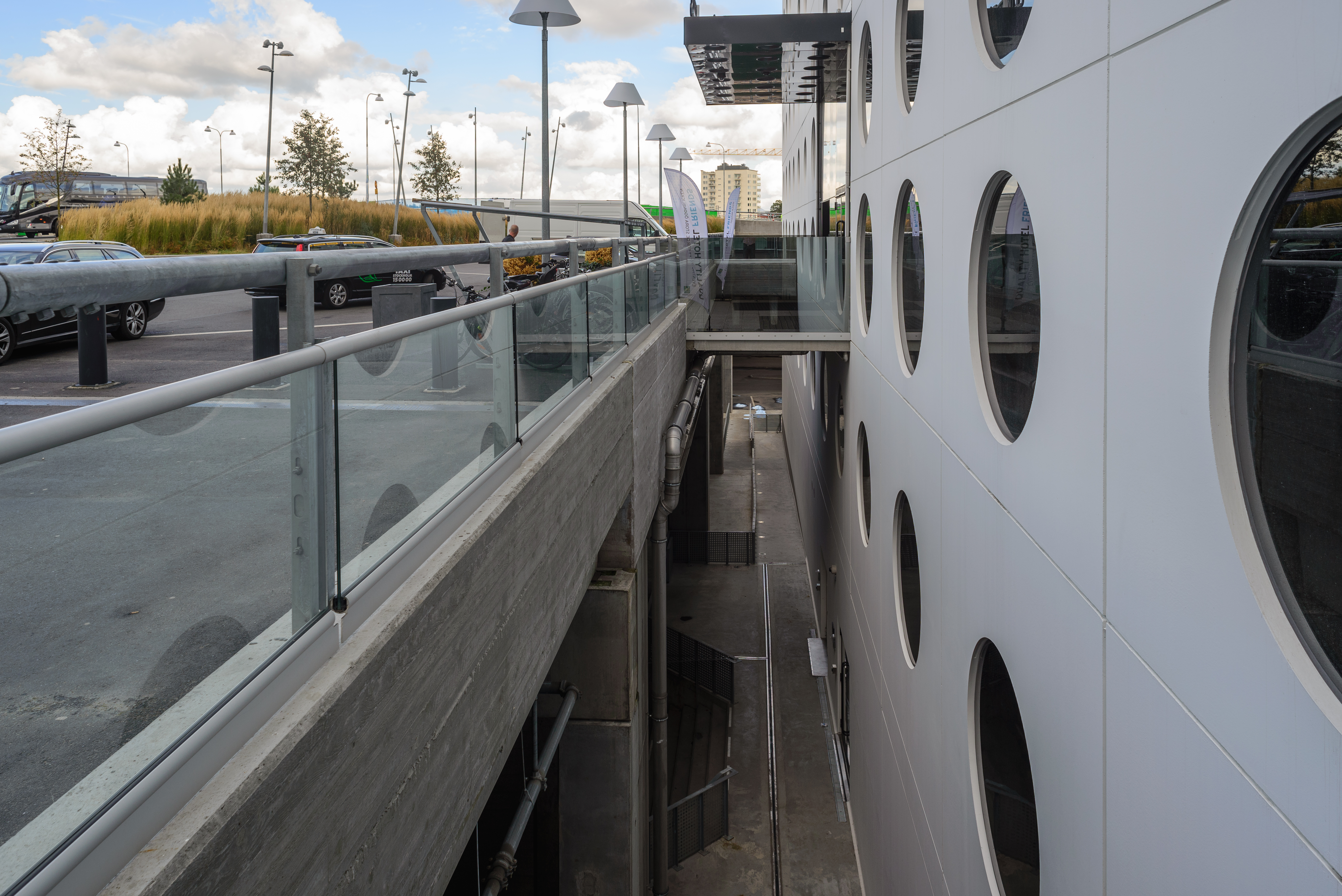
Entrén.
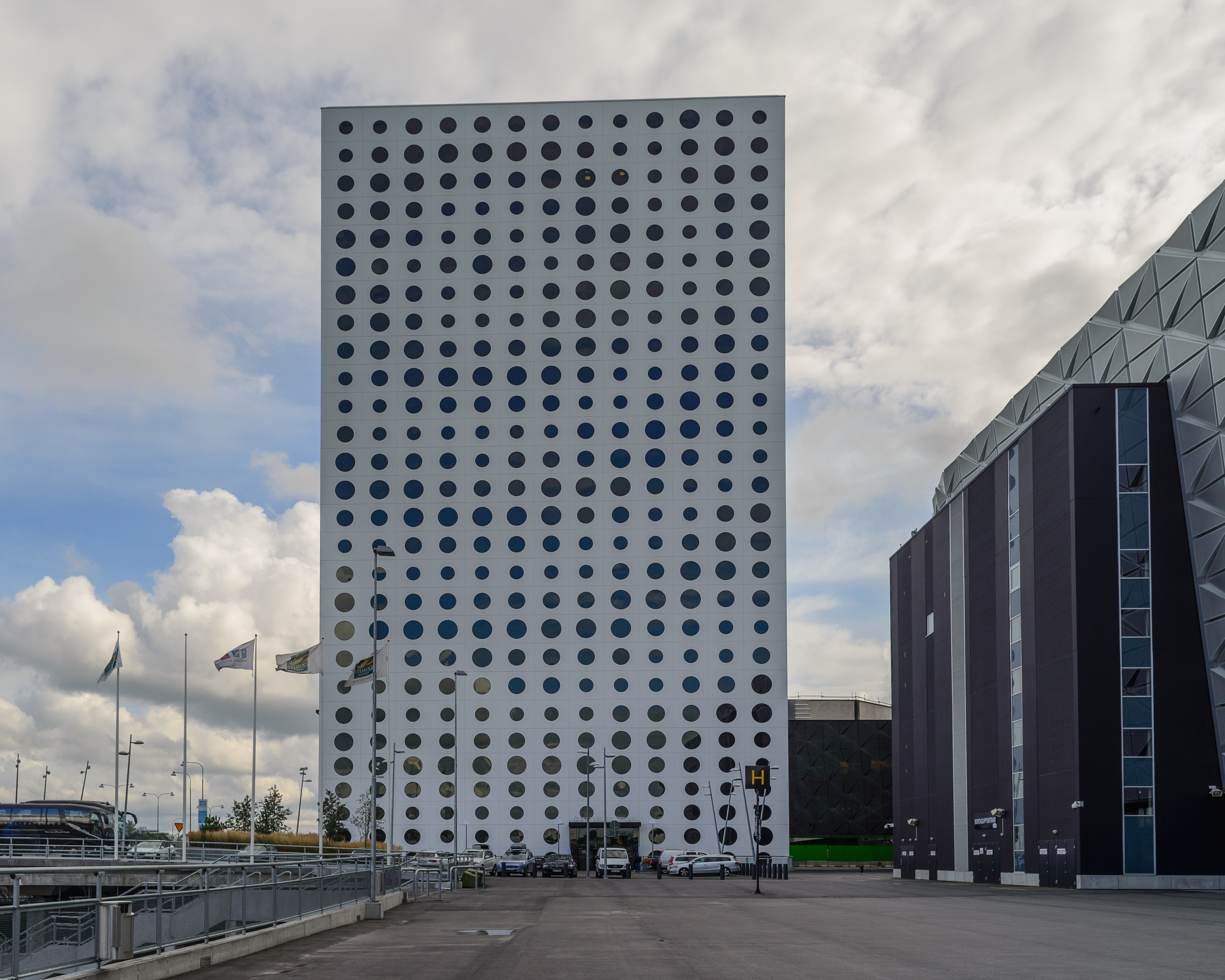
Vy från norr.